# Minuit avant la Nuit
Minuit avant la Nuit est un festival de musique qui se déroule au parc Saint-Pierre d'Amiens durant le mois de juin.

## Historique
Au mois de mai 2017, La Lune des Pirates, la scène de musiques actuelles d'Amiens, fête son 30e anniversaire. Pour ponctuer cet événement, un concert de Louis Aguilar, Jabberwocky, French 79 et Peter Hook est organisé en plein air au parc Saint-Pierre. Le succès de cette soirée (4 500 spectateurs) donne l'idée d'un festival à l'équipe organisatrice. Un an plus tard, Minuit avant la Nuit voit le jour avec le soutien de partenaires institutionnels.

## Fréquentation
| Années         | Festivaliers |
| -------------- | ------------ |
| 2018 (3 jours) | 4 100        |
| 2019 (3 jours) | 4 200        |
| 2022 (4 jours) | 8 200        |

## Éditions
| Année | Dates        | Concerts du vendredi                                                                                            | Concerts du samedi                                                                             | Concerts du dimanche                                                                                                   | Prix                                                         |
| ----- | ------------ | --- | ---------------------------------------------------------------------------------------------- | --- | ------------------------------------------------------------ |
| 2018  | 22 - 24 juin | Edgär Amber Arcades JojoBeam The Limiñanas One Sentence. Supervisor The Soft Moon Vladimir Cauchemar Polo & Pan | June Bug Concrete Knives Pendentif Eddy de Pretto Usé Slowdive Warmduscher Son Lux             | Okonomiyaki Night Night Saunverson                                                                                     | 25€ pour 1 jour 40€ pour le pass 2 jours gratuit le dimanche |
| 2019  | 21 - 23 juin | Foxwarren Jaune                                                                                                 | Balthazar Odezenne Andrew Bird Aloïse Sauvage Boy Azooga Oktober Lieber Weekend Affair Roxaane | Temples Caballero & JeanJass Kero Kero Bonito Last Train Johan Papaconstantino Mauvais Œil Structures Nouveaux Climats | 20€ pour 1 jour 35€ pour le pass 2 jours gratuit le vendredi |